# فتح الله
فتح الله (بالإندونيسية: Fatahillah)‏ كان قائدا مسلما لسلطنة ديماك في القرن ال16 الذي استعاد ميناء سوندا كيلابا من البرتغاليين في 22 يونيو 1527، وبعد ذلك تم تغيير اسم المدينة إلي جاياكارتا والذي يعني مدينة النصر (جايا=النصر وكارتا=خريطة أو مكان). وتحتفل الدولة حتى الآن بيوم 22 يونيو كيوم وطني وهو بطل قومي في إندونيسيا. وبذلك أصبح مؤسس ما يعرف الآن العاصمة الاندونيسية جاكرتا.
تم تسمية ميدان فتح الله في جاكرتا والسفينة البحرية الاندونيسية «كي أر آي فتح الله (361)» من بعده.
غالبا ما يعتبر البعض سونن جونونغ جاتي أو الشريف هداية الله هو نفس الشخص، على الأرجح هو قريب لفتح الله.